# Image & Form
Image & Form era uma desenvolvedora de jogos eletrônicos sueca sediada em Gotemburgo. A empresa foi fundada por Brjánn Sigurgeirsson em 1997 e formou o grupo Thunderful com a Zoink em 2017. Em 2020, a Image & Form foi integrada à Thunderful Development.

## História
A Image & Form foi fundada por Brjánn Sigurgeirsson, que age como seu diretor executivo, e um co-fundador não divulgado em 1997. Sigurgeirsson tinha conseguido experiência em web design depois de trabalhar em Tóquio e São Francisco, e quando se candidatou a diversos trabalhos do mesmo tipo em Gotemburgo e percebeu que seria contratado a qualquer um deles, ele criou a Image & Form como uma operação de web e multimídia para capitalizar na indústria. Enquanto Sigurgeirsson queria nomear a empresa Imagenation, seu co-fundador queria que ela fosse chamada Monkey Business; uma votação entre seus amigos foi feita para resolver essa disputa, mas uma terceira sugestão, "Image & Form", recebeu a melhor recepção.
A empresa rapidamente expandiu com produção de jogos baseados em web e, em 2002, ela foi contratada para completar um jogo educativo para uma publicadora norueguesa. Depois que esse projeto foi completado, as duas companhias continuaram a cooperar para jogos feitos inteiramente pela Image & Form. Isso continuou como um negócio paralelo para a Image & Form até 2007, quando a publicadora pediu para que a empresa acelerasse sua produção, para produzir até oito jogos por ano, muito mais do que o contrato atual que impunha um jogo a cada 18 meses. A série foi vendida para uma publicadora dinamarquesa que eventualmente fechou em 2009. Através desse desenvolvimento, a Image & Form criou 30 jogos edicativos da mesma série entre 2007 e o início de 2010. O portfólio da Image & Form se diversificou quando ela lançou seu primeiro jogo para iOS, Gyro the Sheepdog, no final de 2009. Depois disso, a Image & Form também lançou Mariachi Hero, Hugo Troll Race e, em outubro de 2011, Anthill. Sua série de jogos de maior sucesso, SteamWorld, começou com o lançamento de SteamWorld Tower Defense para Nintendo DSi em 2010. No final de 2011, a Bergsala Holding adquiriu 50% da empresa, e a Image & Form se tornou o braço de desenvolvimento primário da Bergsala Holding. Em 2019, a Image & Form tinha 25 empregados. Em 2020, a Thunderful (agora chamada de Thunderful Group) fundiu a Zoink com a Image & Form e a Guru Games para criar a Thunderful Development.

## Jogos desenvolvidos
| Ano  | Título                              | Plataforma(s)                                                                                     |
| ---- | ----------------------------------- | ------------------------------------------------------------------------------------------------- |
| 2010 | SteamWorld Tower Defense            | Nintendo DSi                                                                                      |
| 2011 | Anthill                             | Android, iOS                                                                                      |
| 2013 | SteamWorld Dig                      | Windows, Linux, macOS, Nintendo 3DS, Switch, PlayStation 4, PlayStation Vita, Wii U, Xbox One     |
| 2015 | SteamWorld Heist                    | Windows, Linux, macOS, Nintendo 3DS, Switch, PlayStation 4, PlayStation Vita, Wii U, Android, iOS |
| 2017 | SteamWorld Dig 2                    | Windows, Linux, macOS, Nintendo 3DS, Switch, PlayStation 4, PlayStation Vita                      |
| 2019 | SteamWorld Quest: Hand of Gilgamech | Windows, Nintendo Switch                                                                          |
| 2021 | The Gunk                            | Windows, Xbox One, Xbox Series X/S                                                                |